# Велмін
Велмін (пол. Wełmin) — село в Польщі, у гміні Стшельці-Краєнські Стшелецько-Дрезденецького повіту Любуського воєводства.
Населення — 138 осіб (2011).
У 1975-1998 роках село належало до Гожовського воєводства.

## Демографія
Демографічна структура станом на 31 березня 2011 року:
|          | Загалом | Допрацездатний вік | Працездатний вік | Постпрацездатний вік |
| -------- | ------- | ------------------ | ---------------- | -------------------- |
| Чоловіки | 59      | 11                 | 40               | 8                    |
| Жінки    | 79      | 15                 | 48               | 16                   |
| Разом    | 138     | 26                 | 88               | 24                   |